# Michael Marshall Smith
Michael Marshall Smith, né le 3 mai 1965 à Knutsford en Angleterre, est un romancier britannique. 
Une partie de son œuvre est publiée sous les noms de Michael Marshall et Michael Rutger.

## Biographie
Né à Knutsford, dans le Cheshire, Michael Marshall Smith déménagea très tôt avec sa famille d'abord en Illinois puis en Floride. À sept ans, il déménageait de nouveau, cette fois en Afrique du Sud, puis en Australie avant de retourner au Royaume-Uni au début des années 1970.
Il a étudié à l'université Chigwell et à l'université de Cambridge où il étudia la Philosophie, les sciences politiques et sociales, et où il participa au théâtre amateur de Cambridge (Footlights). Il devint écrivain de comédies et un performer dans les séries Radio 4 de la BBC.
Sa première histoire publiée fut L'Homme qui dessinait des chats (The Man Who Drew Cats) qui gagna le prix de la Fantasy Britannique 1991 de la meilleure nouvelle. Son premier roman - Avance rapide - publié en 1994 remporta le prix August Derleth du meilleur roman en 1995. En 1996 son second roman, Frères de chair, a été publié. La société DreamWorks de Steven Spielberg en a retenu les droits cinématographiques. Alors que les droits furent inutilisés, Dreamworks produisit The Island, dont l'histoire possède de fortes similarités avec Frères de chair, quoique Michael Marshall Smith ne considère pas celles-ci suffisantes pour poursuivre une action en justice pour plagiat. Il considère à présent peu probable que Frères de chair soit un jour adapté. Le roman Les Hommes de paille fut le premier à être écrit sous un nom raccourci : Michael Marshall. Ce changement de nom est originellement dû à la publication d'un autre livre sous le même nom en 2001 par Martin J. Smith. Quoi qu'il en soit, Michael Marshall Smith décida alors d'utiliser cette séparation pour publier différents types de livres sous les deux noms. Les « romans modernes » sous le nom de Michael Marshall, et ceux d'horreur et de science-fiction en tant que Michael Marshall Smith (voir Iain M. Banks).

## Œuvres
Quelques années après Avance rapide, Michael Marshall a rédigé le roman qui l'a fait connaître, Frères de chair. Ce roman fantastique et futuriste, empreint d'une grande cruauté mais surtout d'une grande humanité, évoque les possibles conséquences des dérives techniques et déshumanisantes de la société, soutenues par un scénario au suspense morbide et aux conséquences psychologiques éprouvantes. Sa trilogie – Les Hommes de paille, Les Morts solitaires et Le Sang des anges – poursuit cette recherche de l'horreur, parfois insoutenable, et d'une réalité de l'humain assez déplaisante.

### Romans signés Michael Marshall
- Les Hommes de paille, Michel Lafon, 2004 ((en) The Straw Men, 2001)
- Les Morts solitaires, Michel Lafon, 2004 ((en) The Lonely Dead, 2004)Paru aux États-Unis sous le titre The Upright Man
- Le Sang des anges, Michel Lafon, 2005 ((en) Blood of Angels, 2005)
- Les Intrus, Michel Lafon, 2007 ((en) The Intruders, 2007)
- Les Vents mauvais, Michel Lafon, 2010 ((en) Bad Things, 2009)
- Machination, Michel Lafon, 2011 ((en) Killer Move, 2011)
- Nous sommes là, Bragelonne, 2015 ((en) We Are Here, 2013)

### Œuvres signées Michael Marshall Smith

#### Romans
- Avance rapide, Pocket, coll. Science-fiction, 1998 ((en) Only Forward, 1994)
- Frères de chair, Calmann-Lévy, 1998 ((en) Spares, 1996)
- La Proie des rêves, Calmann-Lévy, 1999 ((en) One of Us, 1998)
- Les Domestiques, Milady, 2009 ((en) The Servants, 2007)
- La Vie ô combien ordinaire d'Hannah Green, Bragelonne, 2021 ((en) Hannah Green and her Unfeasibly Mundane Existence, 2017)

#### Roman court
- Vaccinator, 2002 ((en) The Vaccinator, 1999)Publié dans l'anthologie Faux Rêveur aux éditions Bragelonne en 2002

#### Recueils de nouvelles
- (en) When God Lived in Kentish Town, 1998Édition contenant quatre nouvelles distribuées gratuitement par WH Smith PLC aux stations de train et de métro autour de Londres ainsi que dans l'aéroport d'Heathrow pour promouvoir la publication de One of Us (tirage de 5 000 exemplaires)
- (en) What You Make It, 1999
- (en) Cat Stories, 2001
- L'Homme qui dessinait des chats, Bragelonne, 2008 ((en) More Tomorrow & Other Stories, 2003)
- (en) This is now, 2007
- (en) Everything You Need, 2013

#### Nouvelles indépendantes
- Voilà que l'Enfer dilate sa gorge, 2003 ((en) Hell Hath Enlarged Herself[1], 1996)Publiée dans Galaxies science-fiction, 2003[2]
- Sauvegarde, 2003 ((en) Save As, 1997)Publiée dans Galaxies science-fiction, 2003[3]
- La magie est en toi, 2004 ((en) What You Make It, 1998)Publiée dans Galaxies science-fiction, 2004[4]

### Roman signé Michael Rutger
- L'Anomalie, Bragelonne, 2020 ((en) The Anomaly[5], Bonnier Zaffre Ltd, 2019), 384 p.  (ISBN 979-10-281-1006-2)

## Prix
- Prix Icarus 1991 du meilleur nouvel auteur
- Prix British Fantasy de la meilleure nouvelle courte 1991 pour L'Homme qui dessinait des chats
- Prix British Fantasy de la meilleure nouvelle courte 1992 pour The Dark Land
- Prix British Fantasy du meilleur roman (prix August Derleth) 1995 pour Avance rapide
- Prix British Fantasy de la meilleure nouvelle courte 1996 pour À suivre
- Prix Philip-K.-Dick 2001 pour Avance rapide